# روح نوجوان
روح نوجوان (به انگلیسی: Teen Spirit)، یک فیلم در ژانر موزیکال درام به نویسندگی و کارگردانی مکس مینگلا است که در سال ۲۰۱۹ منتشر شد. روح نوجوان نخستین تجربه کارگردانی فیلم بلند مینگلا است. ال فانینگ، ربکا هال و زلاتکو بوریچ ستارگان فیلم هستند.
روح نوجوان نخستین بار در جشنواره بین‌المللی فیلم تورنتو به پرده رفت و سپس توسط لاینزگیت فیلمز در تاریخ ۱۲ آوریل ۲۰۱۹ اکران شد. فیلم با واکنش متوسط منتقدان مواجه شد.